# 稳健（桂林）乳胶用品
稳健（桂林）乳胶用品有限公司，是广西壮族自治区桂林市的一家乳胶生产企业，现为稳健医疗用品股份有限公司全资持股企业。公司總部位於广西壮族自治区桂林市巫山路6号。

## 历史
1966年，中华人民共和国化学工业部成立桂林乳膠廠。1988年，化工部改制为化工总公司，桂林乳胶厂正式歸劃給中國化工橡膠總公司。后改为为中國化工集團公司旗下中國化工橡膠總公司轄下企業。2012年10月，桂林乳胶厂完成国有企业改制及国有产权整体转让，11月26日更名为桂林紫竹乳胶制品有限公司（英語：Guilin Zizhu latex products Co., Ltd.），成为华润集团华润医药集团有限公司旗下华润紫竹药业有限公司所属企业。注册资本和实收资本为2945万元。
2022年6月，民营上市公司稳健医疗发公告宣布，稳健医疗参与网络竞价，依法作为中标人受让转让桂林紫竹乳胶制品有限公司100%股权，以自有资金4.5亿元取得标的公司100%股权。该司改名为稳健（桂林）乳胶用品有限公司。交易各方已于6月6日签署《企业国有产权转让合同》，该公司由国有企业转为民营企业。

## 业务
该公司是原中华人民共和国国家人口和计划生育委员会避孕套定点生产企业，也是联合国人口基金安全套产品供应商。其主要生產「高邦」牌的安全套，其产品還包括橡胶家用手套、耐酸碱工业手套、劳保手套、胶管等多类乳膠產品。疫情前，原紫竹乳胶的生产重心放在避孕套上，避孕套的年产量可达6亿只。
2019冠状病毒病疫情暴发后，受避孕套需求下降及防疫物资医用手套需求持续上升之影响，该公司大力扩大乳胶手套产能。截至2021年，原紫竹乳胶实现销售收入约3.2亿元，净利润约5085万元。其中，医用乳胶外科手套贡献的收入占总收入约55%。稳健医疗在收购公告中称，此次收购将填补其对于乳胶产品的空白，尤其是医用乳胶外科手套，助力稳健医疗成为国内低值医用耗材产品线最全面的企业之一。